# Isla Las Vaquitas
Isla Las Vaquitas är en ö i Mexiko. Den ligger i delstaten Tamaulipas, i den nordöstra delen av landet. Arean är 0,19 kvadratkilometer.